# Säsong 15 av Farmen
Den femtonde säsongen av Farmen spelades för tredje gången i rad in på gården Norra Brandstorp i Vaggeryds kommun i Småland. Avsnitten visades mellan den 9 januari och den 20 mars 2022. Anna Brolin var för andra gången programledare och vid sin sida hade hon mentorn och hästbonden Hans Wincent som medverkade för femte året i rad.

Den sjätte säsongen av Torpet spelades, för fjärde gången i rad, in på Lillängen och de farmare som hamnade där fick sedan tävla om extra amuletter samt att slå sig tillbaka in på farmen igen.
Avsnitten visades måndag till onsdag på TV4 Play, mellan den 17 januari och den 2 mars, samt som ett enda avsnitt i TV4 på torsdagar mellan den 27 januari och den 3 mars 2022.

## Deltagare
| Deltagare                | Ålder | Bostad     | Sysselsättning        | Resultat                                   |
| ------------------------ | ----- | ---------- | --------------------- | ------------------------------------------ |
| Kalle Zeman              | 37    | Bromma     | Säljare               | Lämnade farmen i avsnitt 8.                |
| Alexander Segerström     | 30    | Stockholm  | Mediasäljare          | Förlorade både första och andra tvekampen. |
| Michaela Jankulicova     | 25    | Uppsala    | Studerande            | Förlorade tredje tvekampen.                |
| Josefine Ahlin           | 23    | Gävle      | Butiksbiträde         | Lämnade farmen i avsnitt 18.               |
| Levin Larsson            | 31    | Örby       | Hundförare            | Förlorade fjärde tvekampen.                |
| Niklas Johansson         | 29    | Stockholm  | Stf. handlare         | Förlorade femte tvekampen.                 |
| Abel Kakeeto             | 44    | Skarpnäck  | Tekniker              | Förlorade sjätte tvekampen.                |
| Izabella Andersson       | 28    | Norrköping | Integrationsledare    | Lämnade farmen i avsnitt 35.               |
| Gerty Borg               | 61    | Trelleborg | Duola och lärare      | Förlorade sjunde tvekampen.                |
| Victoria Verovič Larsson | 27    | Stockholm  | Duola och entreprenör | Förlorade åttonde tvekampen.               |
| Arlind Klimenta          | 33    | Halmstad   | Varuhuschef           | Förlorade utslagningstävlingen.            |
| Beatrice Larsson         | 57    | Göteborg   | Konstnär              | Förlorade utslagningstävlingen.            |
| Prins Wendel             | 59    | Ystad      | Butiksägare           | Förlorade nionde tvekampen.                |
| Monika Ostrowska         | 39    | Stockholm  | Entreprenör           | Fjärde plats, förlorade kvartsfinalen.     |
| Jonas Svensson           | 35    | Strängnäs  | Elektriker            | Tredje plats, förlorade semifinalen        |
| Keshia Barbour           | 31    | Rönninge   | Systemadministratör   | Tredje plats, förlorade semifinalen        |
| Helené Fransson          | 26    | Mölndal    | Larmtekniker          | Andra plats, förlorade finalen             |
| Cecilia Ahlborg          | 38    | Vollsjö    | Lagerarbetare         | Årets farmare                              |

## Torpet
I avsnitt 6 så fick farmarna veta att torpet fanns med i tävlingen.
Avsnitten visades på TV4 Play, måndag till onsdag, mellan den 17 januari och den 2 mars, samt som ett enda avsnitt i TV4 på torsdagar mellan den 27 januari och den 3 mars 2022.
| Deltagare                | Ålder | Bostad     | Sysselsättning        | Inflytt    | Resultat                                    |
| ------------------------ | ----- | ---------- | --------------------- | ---------- | ------------------------------------------- |
| Niklas Johansson         | 29    | Stockholm  | Stf. handlare         | Avsnitt 1  | Flyttade tillbaka till farmen i avsnitt 5.  |
| Josefine Ahlin           | 23    | Gävle      | Butiksbiträde         | Avsnitt 1  | Flyttade tillbaka till farmen i avsnitt 5.  |
| David Persson            | 34    | Skurup     | Egen företagare       | Avsnitt 6  | Lämnade torpet i samma avsnitt.             |
| Abel Kakeeto             | 44    | Skarpnäck  | Tekniker              | Avsnitt 3  | Flyttade tillbaka till farmen i avsnitt 8.  |
| Victoria Verovič Larsson | 27    | Stockholm  | Duola och entreprenör | Avsnitt 6  | Flyttade tillbaka till farmen i avsnitt 11. |
| Beatrice Larsson         | 57    | Göteborg   | Konstnär              | Avsnitt 6  | Flyttade tillbaka till farmen i avsnitt 11. |
| Helené Fransson          | 26    | Mölndal    | Larmtekniker          | Avsnitt 9  | Flyttade tillbaka till farmen i avsnitt 14. |
| Prins Wendel             | 59    | Ystad      | Butiksägare           | Avsnitt 9  | Flyttade tillbaka till farmen i avsnitt 14. |
| Izabella Andersson       | 28    | Norrköping | Integrationsledare    | Avsnitt 12 | Flyttade tillbaka till farmen i avsnitt 17. |
| Cecilia Ahlborg          | 38    | Vollsjö    | Lagerarbetare         | Avsnitt 12 | Flyttade tillbaka till farmen i avsnitt 17. |
| Arlind Klimenta          | 33    | Halmstad   | Varuhuschef           | Avsnitt 15 | Flyttade tillbaka till farmen i avsnitt 21. |
| Monika Ostrowska         | 39    | Stockholm  | Entreprenör           | Avsnitt 15 | Flyttade tillbaka till farmen i avsnitt 21. |
| Jonas Svensson           | 35    | Strängnäs  | Elektriker            | Avsnitt 18 | Flyttade tillbaka till farmen i avsnitt 21. |

### Gårdskamper
| Torpare | Utmanare | Gårdskamp | Förlorare |
| ------- | -------- | --------- | --------- |